# كورتني كليمنتس
كورتني كليمنتس (بالإنجليزية: Courtney Clements)‏ مواليد 12 نوفمبر 1989 في سانتا آنا، هي لاعبة كرة سلة أمريكية. بدأت مسيرتها الاحترافية في سنة 2013.

## المسيرة الاحترافية
لعبت مع أتلانتا دريم في سنة 2013، ثم لعبت مع شيكاغو سكاي في سنة 2014، ثم لعبت مع لوس أنجلوس سباركس في سنة 2015.

## روابط خارجية
- كورتني كليمنتس على موقع الاتحاد الوطني لكرة السلة النسائية (الإنجليزية)
- كورتني كليمنتس على موقع كرة السلة الأوروبية.كوم (الإنجليزية)
- كورتني كليمنتس على موقع كلية كرة السلة في سبورتس رفرنس.كوم (الإنجليزية)
- كورتني كليمنتس على موقع بروبوليرز (الإنجليزية)
- كورتني كليمنتس على موقع سبورتس رفرنس (الإنجليزية)